# Pere Ferrer Guasp
Pere Ferrer Guasp (Alaró, 1949) és un escriptor i historiador mallorquí.
Va estudiar Filosofia i Lletres, especialitat Història, a Universitat de les Illes Balears (UIB), on es va doctorar el 1998 amb una tesi sobre els orígens de la fortuna del gran financer i estraperlista Joan March i Ordinas. A la UIB és membre de l'equip investigador del Grup d'Estudi de la Cultura, la Societat i la Política al Món Contemporani. Ha publicat una sèrie de llibres i articles sobre la realitat històrica de Mallorca durant la primera meitat del segle xx. El 2014 va rebre el Premi Miquel dels Sants Oliver de l'Obra Cultural Balear i el Premi Jaume II del Consell de Mallorca, ambdós pel seu treball d'investigació sobre Joan March.

## Obres
No-ficció
- Joan March. Els inicis d'un imperi financer (Palma, 2000)
- Joan March, la cara oculta del poder (Palma, 2004)[6]
- Joan March. L'home més misteriós del món (Barcelona, 2008)[7][8]
- Contraban, República i Guerra (Palma, 2008)
- Contraban, corrupció i estraperlo a Mallorca, 1939-1975 (Palma 2014)[9][10]

Ficció
- Sotanes faldes i tricornis, narracions, (Palma 2011)[11]
- Qui diu que l'historiador és mort?, novel·la (Palma 2018)[12]

Com a coautor
- Verguisme, anarquisme i espanyolisme (Palma, 1997)
- El segle XX a les illes Balears (Palma, 2000).